# Calyptella longipes
Calyptella longipes är en svampart som först beskrevs av Cooke & Massee, och fick sitt nu gällande namn av W.B. Cooke 1961. Calyptella longipes ingår i släktet Calyptella och familjen Marasmiaceae.   Inga underarter finns listade i Catalogue of Life.